# Gornja Klina
Klinë e Epërme en albanais et Gornja Klina en serbe latin (en serbe cyrillique : Горња Клина) est une localité du Kosovo située dans la commune/municipalité de Skenderaj/Srbica et dans le district de Mitrovicë/Kosovska Mitrovica. Selon le recensement kosovar de 2011, elle compte 1 719 habitants.

## Démographie

### Évolution historique de la population dans la localité
| 1948 | 1953 | 1961 | 1971  | 1981  | 1991  | 2011  |
| ---- | ---- | ---- | ----- | ----- | ----- | ----- |
| 793  | 843  | 928  | 1 055 | 1 513 | 1 924 | 1 719 |

|  |

### Répartition de la population par nationalités (2011)
En 2011, les Albanais représentaient 99,83 % de la population.